# Ferdinando Giuseppe Antonelli
Pour les articles homonymes, voir Antonelli.
Giuseppe Ferdinando Antonelli, né le 14 juillet 1896 à Subbiano dans la province d'Arezzo, et mort le 12 juillet 1993 à Rome, est un cardinal franciscain de l'Église catholique romaine.

## Biographie

### Religieux et prêtre
Giuseppe Ferdinando Antonelli entre comme novice dans l'Ordre franciscain en 1909, à Florence. Il étudie ensuite à l'Université pontificale de Saint-Antoine de Rome la théologie et la philosophie catholique. Le 7 avril 1914, il prononce ses vœux perpétuels. Pendant la Première Guerre mondiale, il est mobilisé. Il est ordonné prêtre le 25 juillet 1922 à Rome puis étudie à partir de 1928 à l'Institut pontifical d'archéologie chrétienne.
De 1928 à 1965, il est chargé de cours à l'Université pontificale de Saint-Antoine, dont il est recteur de 1937 à 1943 et de 1953 à 1959. En outre, il est de 1939 à 1945, définiteur général de l'Ordre franciscain. De 1962 à 1965, il participe également comme théologien des conciles au concile de Vatican II.

### Évêque
Le 26 janvier 1965, Paul VI le nomme secrétaire de la Congrégation des rites. Un an plus tard, le 19 février 1966, il le fait archevêque titulaire (ou in partibus) d'Idicra (de) et lui donne le 19 mars de la même année la consécration épiscopale dans la basilique Saint-Pierre ; les coconsécrateurs étant Francesco Carpino et Ettore Cunial. Le 7 mai 1969, il est nommé secrétaire de la Congrégation pour les causes des saints nouvellement créée.

### Cardinal
Lors du consistoire du 5 mars 1973, Paul VI le crée cardinal avec le titre de cardinal-diacre de S. Sebastiano al Palatino. Le 2 février 1983, Jean-Paul II l’élève au rang de cardinal-prêtre pro hac vice.
Il devient le cardinal le plus âgé du Sacré Collège à la mort du cardinal français Henri de Lubac le 4 septembre 1991. À son propre décès le 12 juillet 1993, c'est le chinois Ignatius Kung Pin-mei qui lui succède comme cardinal le plus âgé.

## Sources
- (de) Cet article est partiellement ou en totalité issu de l’article de Wikipédia en allemand intitulé « Ferdinando Giuseppe Antonelli » (voir la liste des auteurs).